# Tokkelinstrument

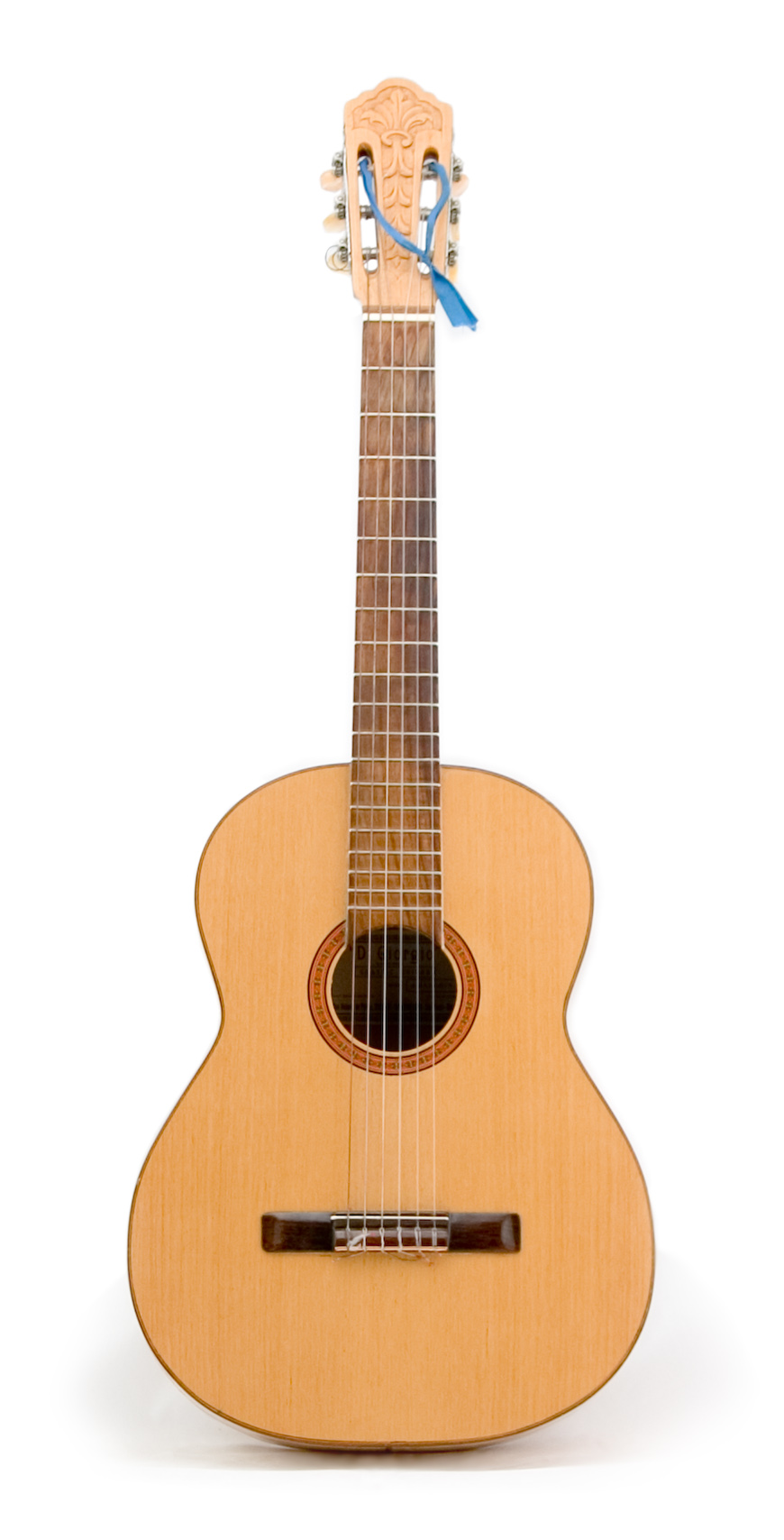
gitaar

Tokkelinstrumenten zijn snaarinstrumenten waarbij de snaren met behulp van de vingers, met een plectrum, mechanisch of elektrisch worden bespeeld. Tokkelinstrumenten die met de hand worden bespeeld zijn in te delen in citers en luiten. 
Instrumenten zoals een viool en contrabas worden niet tot de tokkelinstrumenten gerekend maar tot de strijkinstrumenten, hoewel ze afhankelijk van muziekstijl en de bewerking van een muziekstuk, soms met de vingers worden bespeeld. Die manier van spelen wordt pizzicato genoemd en wordt bij de contrabas in niet-klassieke muziek vrijwel alleen maar gebruikt.
- citers
  - harp — lier
  - Verre Oosten: guqin — guzheng
  - valiha, in Madagaskar
- luiten
  - balalaika, in Rusland — banjo
  - gitaar — basgitaar
    - Zuid-Amerika: gitarron, in Mexico — tiple, in Colombia — cavaquinho — ukelele, in Portugal en Brazilië — cuatro, in Venezuela, Trinidad en Puerto Rico — charango, in de Andes

  - teorbe
  - mandoline — mandola — mandoloncello
    - Spanje: bandurria — laúd

  - Balkan: bağlama, in Turkije — bouzouki, in Griekenland — tambura — tamburica, in Hongarije, Kroatië en Servië
  - Georgië: pandoeri
  - oed — cobza, in Roemenië
  - Azië: sitar — dutar — dombura, in Centraal-Azië
  - pipa, in China
- mechanisch
  - klavecimbel — spinet
- elektrisch 
  - 3rd bridge-gitaar

## Websites
- Atlas of plucked instruments, 27 september 2023. gearchiveerd